# Centrale nucléaire de Winfrith
La Centrale nucléaire de Winfrith est située près de Winfrith Newburgh dans le Dorset au Royaume-Uni.

## Description
La centrale nucléaire de Winfrith a suivi la création de l'Autorité britannique de l'énergie atomique (en anglais United Kingdom Atomic Energy Authority (UKAEA)) à partir de l'établissement d'Harwell en 1954. John Cockcroft, responsable du groupe de recherche, a immédiatement commencé à faire pression pour qu'un nouveau site soit réservé à la construction de plusieurs réacteurs expérimentaux, l'objectif étant d'essayer de nombreuses conceptions afin de développer les meilleurs systèmes commerciaux possibles.
Le site, appartenant à l'AEA, a été ouvert en 1958 et a été utilisé en tant que centre de recherche jusqu'aux années 1990. Le dernier des réacteurs nucléaires a été arrêté en 1995. Le démantèlement du site devra être poursuivi jusqu'en 2018. Durant son activité, Winfrith a été équipé de neuf réacteurs.
Le site est actuellement partagé entre le centre de technologie de Winfrith et le quartier général de la police du Dorset, qui y base son hélicoptère.

## Réacteurs

### Réacteurs expérimentaux
- ZENITH (Zero Energy High Temperature Reactor) construit en 1959. C'était un réacteur à énergie nulle qui servait à étudier la physique des réacteurs à haute température.
- NESTOR (Neutron Source Thermal Reactor) construit en 1961. Basé sur le réacteur JASON exploité par la Hawker Siddeley à Langley, Berkshire, il s'agissait d'un petit réacteur de recherche qui produisait une grande quantité de neutrons, ce qui en faisait un outil utile pour étudier la conception de réacteurs producteurs d'électricité et réaliser des expériences sous-critiques sur des assemblages de cœur.
- DIMPLE (Deuterium Moderated Pile of Low Energy) construit en 1962. Construit à l'origine à Harwell en 1954, Dimple était le premier réacteur à eau lourde de Grande-Bretagne.  Il a été déplacé à Winfrith en 1962 et largement modifié et reconstruit pour les études de la physique des systèmes de réacteurs modérés par l'eau légère ou lourde et par un modérateur organique.
- ZEBRA (Zero Energy Breeder Reactor Assembly) construit en 1962. Conçu pour l'étude de la physique neutronique d'une grande variété d'assemblages combustibles contenant de l'uranium et du plutonium.
- HECTOR (Hot Enriched Carbon-moderated Thermal Oscillator Reactor) construit en 1963. Conçu pour examiner l'adéquation de divers matériaux pour une utilisation dans les réacteurs de puissance.
- JUNO, construit en 1964. Construit à partir des composants d'un réacteur modéré au graphite à énergie nulle appelé NERO, et d'un assemblage sous-critique utilisé pour les études de réacteurs à eau lourde produisant de la vapeur, il a été utilisé pour fournir les informations nécessaires à la conception de petits cœurs des réacteurs de puissance.
- DRAGON (en) a été construit en 1964. C'était le premier réacteur de puissance construit à Winfrith. Il s'agissait d'un réacteur expérimental construit dans le cadre d'un projet européen intergouvernemental de recherche et de développement. C'était le premier réacteur refroidi au gaz à haute température (HTGR) de démonstration et avait une puissance thermique de 20 MW. Il a fonctionné jusqu'en 1976.

### Réacteur à eau lourde SGHWR
Le plus gros réacteur de Winfrith était un réacteur à eau lourde générant de la vapeur (Steam Generating Heavy Water Reactor - SGHWR) communément appelé le réacteur de Winfrith. La construction du réacteur a commencé en 1963 et il a commencé à fonctionner en 1967. Il a été conçu par l'UKAEA et était destiné à combiner les caractéristiques du réacteur CANDU et du REP. Le cœur était constitué d'un banc de tubes métalliques (alliage de zirconium) sous pression qui traversaient des tubes verticaux dans un réservoir de modérateur à eau lourde – permettant aux concepteurs de se passer de la cuve sous pression qui contenait normalement le cœur du réacteur. Les tubes sous pression qui contenaient le combustible étaient refroidis par un écoulement d'eau légère, générant de la vapeur. Le combustible était de l'uranium légèrement enrichi. Le niveau de puissance variait selon le niveau du modérateur.[réf. souhaitée]
La filière SGHWR a été écartée au profit de la filière AGR. Le réacteur de Winfrith a été arrêté en 1990 après avoir fourni 10,96 TW.h.